# Кросс-платформенная пересадка

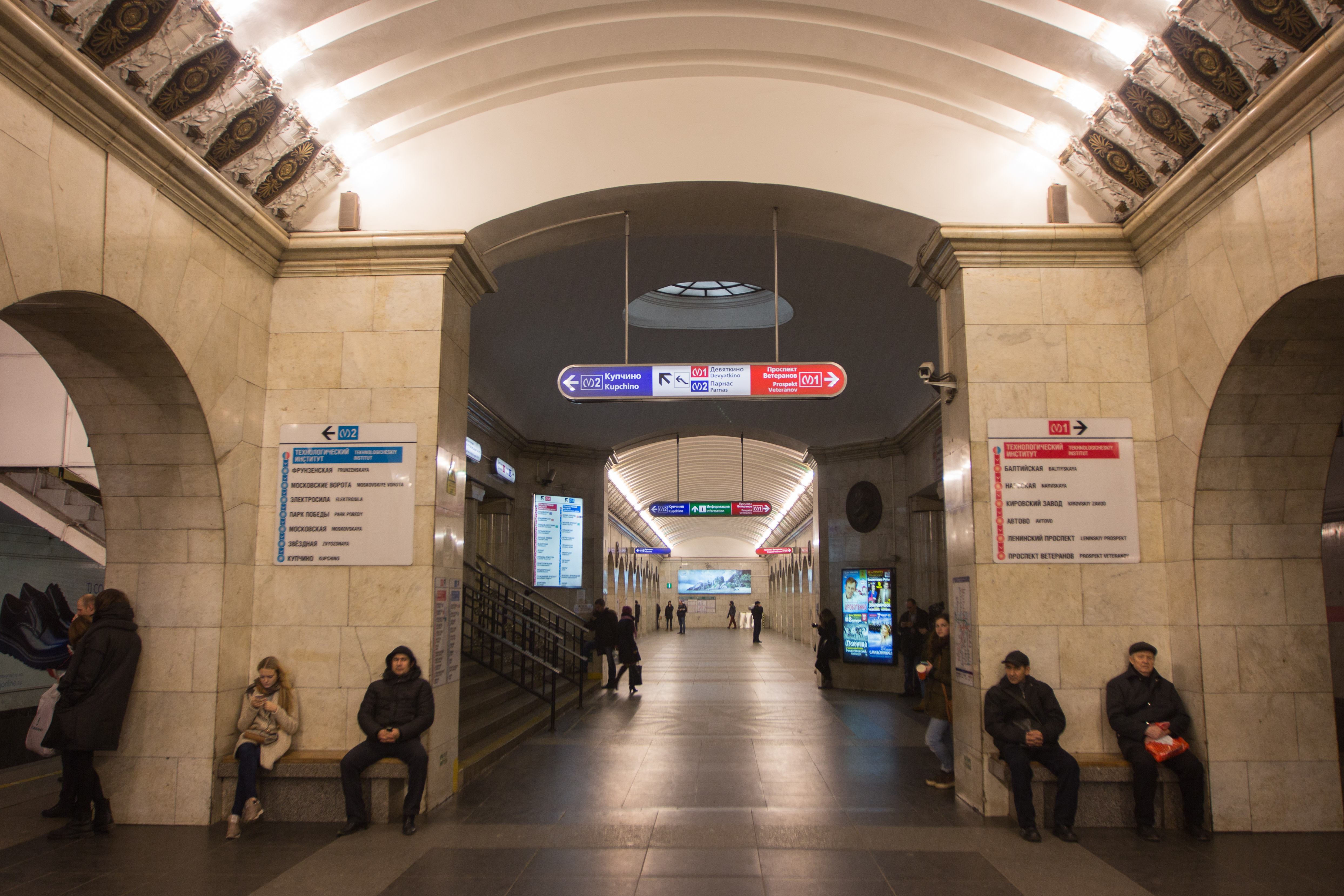
Кросс-платформенная пересадка на станции «Технологический институт», Санкт-Петербург

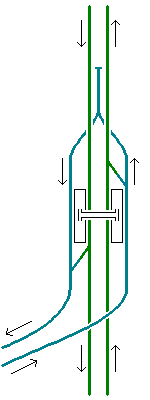
Схема организации движения на станции «Каширская» Московского метрополитена (2 тип) с 20 ноября 1995 по 26 октября 2019 года

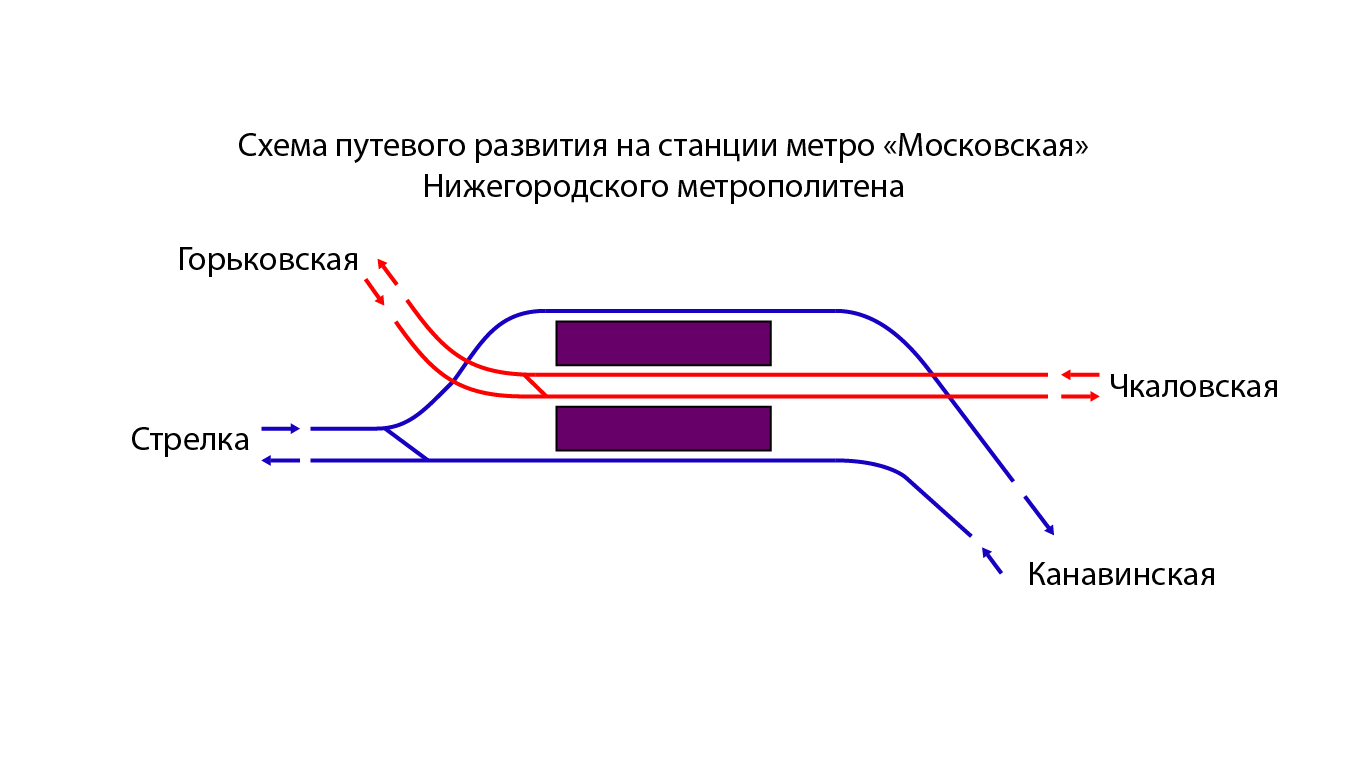
Схема действующего движения на станции «Московская» Нижегородского метрополитена (2 тип)

Кросс-платформенная пересадка — пересадка с одного направления движения на другое в метрополитене или на железнодорожном транспорте, осуществляемая переходом на другую сторону той же платформы, а не переходом на другую станцию или платформу. При такой организации движения в пересадочный узел, как правило, входят две островные платформы, к разным сторонам которых прибывают поезда с разных линий.
Существует два основных типа таких пересадок (для пересечения двух линий):

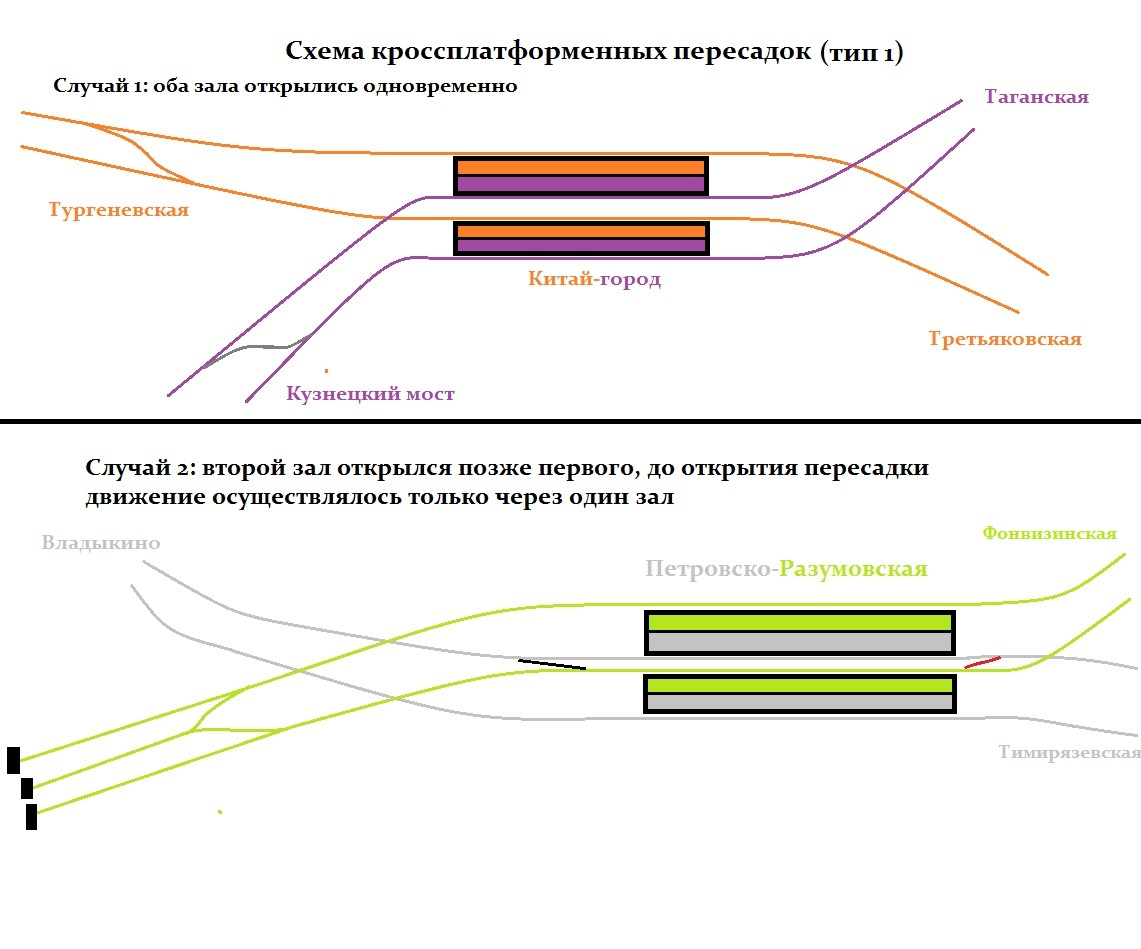
Схема пересадки 1 типа

- Одной линии принадлежат оба «левых» пути, а другой — оба «правых». При таком исполнении на каждой из линий при следовании в одном направлении платформа находится справа по ходу поезда, а в другом — слева. Первой такой станцией в СССР стал «Технологический институт» в Ленинграде, где такой переход действует с 29 апреля 1961 года — после открытия первой очереди Московско-Петроградской линии. В Москве примером таких переходов являются пересадки на станциях «Китай-город», «Третьяковская», а также «Петровско-Разумовская».
- Одной линии принадлежат центральные пути, а другой — боковые. В Москве так реализованы пересадки на «Каширской», «Парке Победы», «Нижегородской» и «Кунцевской» (в трёхпутном исполнении).

Также кросс-платформенная пересадка существует и на железных дорогах: например, направление Московского железнодорожного узла с Большим кольцом МЖД имеют общие пересадочные станции, и на станциях стыкования, когда, например, по одну сторону платформы стоит электропоезд постоянного тока, по другую — переменного.

## Европа

### Австрия

#### Венский метрополитен
- «Лэнгенфельдгассе» (1989 год, линии U4 и U6, краткие пересадки при поездках «запад—север», «юг-центр» и обратно)
- «Шоттенринг» (1980 год, линии U2 и U4, краткие пересадки с тупикового среднего пути на конечной станции линии U2 на оба направления линии U4 и обратно; ликвидирована при продлении линии U2 в 2008 году)

### Великобритания

#### Лондонский метрополитен
- «Оксфордская площадь» (1900 год, пересадка с 1969 года), Лондонский метрополитен — линии Бейкерлоо и Виктория.
- «Стратфорд», пересадка с Центральной линии на пригородные поезда.
- «Финсбери-парк» (1906 год, пересадка с 1969 года), Лондонский метрополитен — линии Пикадилли и Виктория.
- «Хайбери-энд-Ислингтон» (1904 год, пересадка с 1969 года). Пересадка с линии Northern City Line Британских железных дорог на линию Виктория метрополитена.
- «Бейкер-стрит» (1863 год, пересадка с 1979 года), Лондонский метрополитен — линии Бейкерлоо и Юбилейная.
- «Майл Энд» (1902 год, пересадка с 1946 года), Лондонский метрополитен — Центральная линия и линия Дистрикт.

### Германия

#### Берлинский метрополитен
- «Виттенбергплатц», Берлинский метрополитен — линии U1, U2 и U3.
- «Мерингдамм», Берлинский метрополитен — линии U6 и U7.

#### Мюнхенский метрополитен
- «Инсбрукер Ринг» — линии U3 и U5.
- «Шайдплатц» (Мюнхенский метрополитен) — линии U2 и U3.

#### Остальные
- «Бохум Хауптбанхоф» (Бохумский вокзал) — пересадка с линии метрополитена U35, соединяющей Бохум и Херне, на маршруты трамвая 302 и 310.
- «Плэррер» (1984 год, Нюрнбергский метрополитен) — линии U1 и U2.
- «Эбертплатц» (Кёльнский скоростной трамвай) — пересадка между линиями 12, 15 и 16, 18.

### Испания
- «Принц Пио» (1995 год, Мадридский метрополитен) — линии 6 (кольцевая) и 10.

### Нидерланды
- «Амстель» (1977 год) — пересадка с линий 53 (Gaasperplaslijn) и 54 (Geinlijn) Амстердамского метропополитена и 51 (Amstelveenlijn) скоростного трамвая на поезда железной дороги (NS).
- «Дуйвендрехт» и «Блаймер» (1977 год) — пересадка с линий 51 (Amstelveenlijn) лёгкого метро и 54 (Geinlijn) Амстердамского метропополитена на поезда железной дороги.

### Португалия
- «Baixa-Chiado» (Лиссабонский метрополитен, 1998 год) пересадка с линии Чайки на линию Каравелы
- «Кампу-Гранди» (Лиссабонский метрополитен, с 1995 года), пересадка с линии Каравелы на линию Подсолнечника.

### Россия

#### Московский метрополитен
- «Китай-город» (1971 год, кросс-платформенная с 1972 года, (Калужско-Рижская и Таганско-Краснопресненская линии), краткие пересадки между поездами в направлениях «юго-запад—север» и «юго-восток—северо-запад» и обратно)
- «Третьяковская» (1971 год, пересадка с 1986 года, (Калужско-Рижская и Калининская линии), краткие пересадки между поездами в направлениях «юго-запад—северо-восток» и «Третьяковская—восток»; поскольку станция является западной конечной для Калининской линии, при движении на запад возможна пересадка только с Калининской на Калужско-Рижскую линию)
- «Каширская» (1969 год, пересадка с 1995 по 2019 год, (Замоскворецкая и Каховская линии), и снова с 2023 года, (Замоскворецкая и Большая кольцевая линии), краткие пересадки между поездами в направлении «северо-восток—запад» и «север—юг» и обратно).
- «Кунцевская» (1965 год, пересадка с 2008 года, (Арбатско-Покровская и Филёвская линии); конечная для Филёвской линии, краткие пересадки возможны только между поездами Филёвской линии и поездами Арбатско-Покровской линии в сторону «Пятницкого шоссе»).
- «Парк Победы» (2003 год, пересадка с 2014 года, (Арбатско-Покровская и Солнцевская линии), краткие пересадки между поездами в направлениях «северо-восток—юго-запад» и «восток—запад» и обратно; изначально строилась для пересадки между Арбатско-Покровской и планировавшейся Митинско-Бутовской линиями).
- «Петровско-Разумовская» (1991 год, пересадка с 2016 года, (Серпуховско-Тимирязевская и Люблинско-Дмитровская линии), краткие пересадки между поездами в направлениях «северо-восток—юг» и «север—юго-восток» и обратно)
- «Выхино» (1966 год, Таганско-Краснопресненская линия и Рязанское направление Московской железной дороги, краткая пересадка через турникетный павильон с электропоездов из области на метро в сторону центра)
- «Нижегородская» (2020 год, пересадка с 2023 года, (Некрасовская и Большая кольцевая линии) краткие пересадки между поездами в направлениях «северо-запад—юго-восток» и «Нижегородская—восток»; поскольку станция является западной конечной для Некрасовской линии, при движении на запад возможна пересадка только с Некрасовской на Большую кольцевую линию)

#### Петербургский метрополитен
- «Технологический институт» (1961 год, Кировско-Выборгская и Московско-Петроградская линии, краткие пересадки между поездами в направлениях «северо-восток—юго-запад» и «север—юг» и обратно)
- «Девяткино» (1978 год, с Октябрьской железной дорогой — краткая пересадка с Кировско-Выборгской линии на электропоезда Приозерского направления ОЖД и обратно)
- «Спортивная» (1997 год, планируется пересадка между Фрунзенско-Приморской и Кольцевой линиями; до 2009 года работала в составе Правобережной линии)

#### Нижегородский метрополитен
- «Московская» (1985 год, пересадка с 2018 года, Автозаводская и Сормовско-Мещерская линии; краткие пересадки при движении по старому маршруту «Буревестник» — «Парк культуры» и «Горьковская» — «Стрелка».

### Румыния
- «Басараб» (Бухарестский метрополитен, пересадка с 2000 года, линии М1 и М4).

### Франция

#### Парижский метрополитен
- «Шатле — Ле-Аль», RER Париж, — линии RER A и B. Пересадка является частью крупнейшего в Европе пересадочного узла скоростного внеуличного транспорта.
- «Гар-дю-Нор», RER Париж, — линии RER B и D.
- «Ла Мотт-Пике — Гренель», Парижский метрополитен, — линии 8 в направлении «юго-запад—северо-восток» и 10 в направлении «запад—восток».
- «Луи Блан», Парижский метрополитен, — линии 7 в направлении «север—юг» и 7bis.

#### Лилльский метрополитен
- «Гар-Лилль-Фландре», Лилльский метрополитен — линии 1 и 2 в направлении «восток—запад» и обратно.

### Швеция

#### Стокгольмский метрополитен
- «Слюссен» (1957 год, Зелёная и Красная линии, краткие пересадки при поездках «юго-запад—запад», «север—юг» и обратно)
- «Гамла стан» (1957 год, Зелёная и Красная линии, краткие пересадки при поездках «юго-запад—запад», «север—юг» и обратно)
- «Т-Сентрален» (1957 год, Зелёная и Красная линии, краткие пересадки при поездках «юго-запад—юг», «запад—север» и обратно).

## Азия

### Китай

#### Уханьский метрополитен

Система пересадок на станциях «Улица Чжуннань» и «Площадь Хуншань» в Ухане

- Оригинальная система пересадок (сходная с имеющейся в Гонконге, см.ниже) будет организована между 2-й и 4-й линиями метро в Ухане. Две линии идут в одном туннеле под улицей Чжуннань, имея две общих станции; при этом взаимное расположение путей 2-й линии меняется с обычного правостороннего на левостороннее на одной из этих станций («Площадь Хуншань»). Таким образом пассажиры могут осуществить кросс-платформенную пересадку в любом направлении ценой проезда одной лишней станции.

#### Гонконгский метрополитен

Система кросс-платформенной пересадки между станциями «Тиу-Кенг-Ленг» и «Яу-Тонг» в Гонконге

- «Принц Эдуард» и «Монг-Кок» (1982 год, Гонконгский метрополитен — линии Цюн-Ван и Квун-Тонг)
- «Эдмиралти» (1982 год, Гонконгский метрополитен — линии Цюн-Ван и Острова)
- «Лай-Кинг» (1998 год, Гонконгский метрополитен — линии Цюн-Ван и Тунг-Чунг)
- «Северная Точка» (1998 год, Гонконгский метрополитен — линии Острова и Цёнг-Кван-О)
- «Тиу-Кенг-Ленг» и «Яу-Тонг» (2002 год, Гонконгский метрополитен — линии Цёнг-Кван-О и Квун-Тонг).

#### Тайбэйский метрополитен
(будущее)

Система мультикросс-платформенной пересадки в Тайбэе между станциями «Мемориальный зал Чан Кайши», «Гутин», «Дунмэнь» и «Симэнь»

- «Мемориальный зал Чан Кайши» (1998 год, пересадка с 2013 года, Тайбэйский метрополитен — линии Даньшуй и Синьдянь)
- «Гутин» (1998 год, пересадка с 2012 года, Тайбэйский метрополитен — линии Синьдянь и Чжунхэ)
- «Симэнь» (1999 год, пересадка с 2014 года, Тайбэйский метрополитен — линии Даньшуй и Синьдянь)
- «Дунмэнь» (2012 год, пересадка с 2013 года, Тайбэйский метрополитен — линии Синьдянь и Чжунхэ).

### Сингапур
- «Сити-холл» (EW13/NS25) (1988 год, пересадка с 1989 года, линии «Север—юг» и «Восток—запад», краткая пересадка с поездов линии «Север—юг», прибывающих с северной части линии, на поезда линии «Восток—запад», следующие в восточном направлении, и обратно)
- «Раффлз-плейс» (EW14, NS26) (1988 год, пересадка с 1989 года, линии «Север—юг» и «Восток—запад», краткая пересадка с поездов линии «Север—юг», прибывающих с северной части линии, на поезда линии «Восток—запад», следующие в западном направлении, и обратно)
- «Джуронг-ист» (EW24, ES1) (1988 год, пересадка с 1989 года, линии «Север—юг» и «Восток—запад», краткая пересадка с тупикового среднего пути на конечной станции линии «Север—юг» на оба направления линии «Восток—запад» и обратно)
- «Тана-мера» (EW4) (1989 год, пересадка с 2003 года, линия «Восток—запад» и ответвление в аэропорт Чанги, краткая пересадка с тупикового среднего пути на конечной станции ответвления в аэропорт на оба направления основной линии «Восток—запад» и обратно).

### Таиланд

#### Скайтрейн (Бангкокский надземный метрополитен)
- «Сайам» (1999 год, линии Силом и Сукхумвит, краткие пересадки при поездках «север—юг», «запад—восток» и обратно).

## Америка

### США

#### Нью-Йоркский метрополитен
- «Декалб-авеню» — линия Брайтон, Би-эм-ти (маршруты B и Q) и линия Четвёртой авеню, Би-эм-ти (маршрут R).
- «Джей-стрит — Метротек» — линия Калвер, Ай-эн-ди (маршрут F) и линия Фултон-стрит, Ай-эн-ди (маршруты A и C).
- «Куинсборо-Плаза» — линия Флашинг, Ай-ар-ти (маршрут 7) и линия Астория, Би-эм-ти (маршруты N и W).
- «Лексингтон-авеню — 63-я улица» — линия 63-й улицы, Ай-эн-ди (маршрут F) и линия 63-й улицы, Би-эм-ти (маршруты N и Q).
- «Проспект-парк» — линия Брайтон, Би-эм-ти (маршруты B и Q) и линия Франклин-авеню, Би-эм-ти (маршрут S) — при движении на север.
- «Седьмая авеню» — линия Куинс-бульвара, Ай-эн-ди (маршрут E) и линия Шестой авеню, Ай-эн-ди (маршруты B и D).
- «Хойт-стрит — Скермерхорн-стрит» — линия Кросстаун, Ай-эн-ди (маршрут G) и линия Фултон-стрит, Ай-эн-ди (маршруты A и C).

На многих станциях Нью-Йоркского метрополитена имеются кросс-платформенные пересадки между экспресс-маршрутами, идущими с более редкими остановками, и локальными маршрутами, идущими с более частыми остановками по другим путям той же линии. Выше перечислены только те станции, где кросс-платформенная пересадка организована между поездами разных линий.

#### Чикагский метрополитен
- «Howard» (Чикагский метрополитен) — пересадки с красной (и фиолетовой в рабочие дни в час пик) на жёлтую линию (Skokie Swift).
- «Belmont» и «Fullerton» (Чикагский метрополитен) — пересадки с коричневой (и фиолетовой в рабочие дни в час пик) на красную линию.

#### Бостонский метрополитен
- «Ashmont» — пересадка между красной линией Бостонского метрополитена и скоростной трамвайной линией в Маттапан.
- «North Station» (2004 год, Бостонский метрополитен) — пересадка между зелёной и оранжевой линиями.